# Jak-15
Jak-15 (ros. Як-15, kod NATO „Feather”) – radziecki samolot myśliwski z końca lat 40., powstały w biurze konstrukcyjnym Jakowlewa. Jeden z wczesnych radzieckich myśliwców odrzutowych. Był jednym z najlżejszych używanych myśliwców odrzutowych.

## Historia
Podczas II wojny światowej ZSRR pozostał w tyle za innymi głównymi potęgami militarnymi, w których rozwijano samoloty z napędem turboodrzutowym, nie posiadając żadnych własnych samolotów tego typu ani praktycznych silników (prowadzono jedynie mało udane próby z samolotami z napędem rakietowym lub mieszanym). Dzięki zdobyciu pod koniec wojny niemieckich silników i wyników doświadczeń, mogły ruszyć w ZSRR prace nad samolotami odrzutowymi, a wkrótce po wojnie uruchomiono produkcję skopiowanych silników Junkers Jumo 004 (jako Klimow RD-10) i BMW-003 (jako RD-20). 
Biuro konstrukcyjne Jakowlewa OKB-115 już w kwietniu 1945 otrzymało polecenie zbudowania lekkiego myśliwca z silnikiem Jumo 004. Konstrukcję samolotu oparto na nietypowym układzie redanowym, rozpatrywanym już przez Niemców podczas wojny, z silnikiem odrzutowym w nosie kadłuba, z dyszą wylotową pod kadłubem. Pozwoliło to zachować część konstrukcji kadłuba myśliwców śmigłowych. Nowy samolot Jakowlewa, oznaczany początkowo Jak-Jumo, oparto właśnie na myśliwcu śmigłowym Jak-3 ostatnich serii, konstrukcji metalowej. Zmianom podlegał przede wszystkim kadłub, a mniejszym skrzydła, kabina pilota i usterzenie, które zachowało charakterystyczny obrys. Budowę pierwszego prototypu ukończono w październiku 1945, po czym ukończono drugi. Kilka miesięcy trwały próby naziemne samolotu, połączone z kołowaniem i "podskokami", podczas których ujawniła się m.in. konieczność zastosowania stalowego kółka ogonowego, gdyż ogumienie uległo spaleniu przez gazy wylotowe silnika.
W 1946 samolot przemianowano na Jak-15 i rozpoczęto próby w locie. Pierwszy raz samolot oblatano 24 kwietnia 1946, kilka godzin po pierwszym locie MiG-9. Już w sierpniu 1946 Jak-15 zaprezentowano publicznie na paradzie w Tuszynie. Następnie, do listopada 1946 zbudowano w zakładzie nr 31 w Tbilisi produkującym Jaki-3, krótką serię 15 samolotów, specjalnie dla celu defilady z okazji rocznicy rewolucji październikowej (7 listopada), która jednak się nie odbyła z uwagi na pogodę. 
Samolot, oprócz usterek "wieku dziecięcego", miał wady takie, jak bardzo mały zasięg i długotrwałość lotu, zawodny napęd o krótkim resursie (najwyżej 25 godzin pracy), skomplikowaną procedurę uruchamiania silnika i stwarzający problemy w połączeniu z napędem odrzutowym klasyczny układ podwozia. Z drugiej strony, jego pilotaż był prosty i zbliżony do Jaków z silnikami tłokowymi (Jak-3, Jak-9), co ułatwiało opanowanie go przez pilotów i zapoznanie ich z napędem odrzutowym. W kwietniu 1947 Jak-15 przeszedł badania państwowe, po których przyjęto go na uzbrojenie lotnictwa i skierowano do ograniczonej produkcji, jako przejściowy myśliwiec treningowy, do czasu opracowania lepszych konstrukcji. Tym samym, Jak-15 stał się pierwszym radzieckim myśliwcem odrzutowym przyjętym na uzbrojenie. Zlecono też dalsze prace nad modernizacją konstrukcji, m.in. przez zastosowanie podwozia trójkołowego i opracowanie dwumiejscowego wariantu szkolno-treningowego, czego efektem stał się samolot Jak-17. 
Jeszcze pod koniec 1946 rozpoczęto produkcję seryjną i w efekcie w defiladzie 1 maja 1947 uczestniczyło już 50 Jaków-15. Produkowane samoloty miały już radzieckie silniki RD-10. Część z nich nie posiadała jednak uzbrojenia lub miała tylko 1 działko. Według danych firmy Jakowlewa, do zakończenia produkcji w 1947 zbudowano 280 samolotów, lecz być może część z nich została ukończona jako Jaki-17.  
Jak-15 nie był użyty bojowo (według raportów pilotów amerykańskich, Jaki-15 spotykane miały być przez nich podczas wojny koreańskiej, jednakże nie były one dostarczane do KRLD lub Chin i być może chodzi o Jak-17).

### Warianty pochodne
W celu ulepszenia aerodynamiki został opracowany prototyp samolotu Jak-17 RD10 (nie mylić z Jak-17). Od Jaka-15 odróżniał się nowym cieńszym skrzydłem o profilu laminarnym, fotelem wyrzucanym i przednią pancerną szybą. Z uwagi na zmniejszenie grubości skrzydła, przeprojektowaniu uległo podwozie, którego główne golenie mocowane były teraz do kadłuba i chowały się w kadłub do tyłu. Rozstaw kół zmniejszył się do 2 m. Z tyłu pozostało metalowe kółko ogonowe. Samolot ukończono we wrześniu 1946 i 26 września 1946 prowadzono na nim próby kołowania, lecz ostatecznie nie oblatano go, ponieważ bardziej celowe było zastosowanie podwozia trójkołowego. 
Jeszcze przed rozpoczęciem budowy przedseryjnych Jak-15, rozpoczęto konstruowanie dwumiejscowego wariantu szkolno-treningowego, zgodnie z postanowieniem Rady Ministrów, napędzanego początkowo silnikiem Jumo. Otrzymał on oznaczenie najpierw Jak-15W, następnie Jak-15UT, w końcu Jak-21. Od Jaka-15 różnił się dodaniem drugiej kabiny dla kursanta z przodu, zamiast kadłubowego zbiornika paliwa. Obie kabiny w układzie tandem przykryto wspólną opływową czteroczęściową osłoną, o wydłużonym kształcie kroplowym. Wariant ten został oblatany 5 kwietnia 1947. Miała być zbudowana seria tych samolotów, lecz zrezygnowano z tego, ponieważ bardziej perspektywiczny był wariant Jak-21T. 
W czerwcu 1947 oblatano prototyp ulepszonej wersji myśliwskiej Jak-15U, przebudowany z samolotu seryjnego, różniący się przede wszystkim podwoziem trójpodporowym zamiast klasycznego i powiększonym usterzeniem o zmienionym kształcie. W marcu 1948 wersję tę zaaprobowano do produkcji seryjnej pod oznaczeniem Jak-17. Jednocześnie wprowadzono do produkcji bazującą na niej dwuosobową wersję szkolno-treningową, z podwoziem trójkołowym i wspólną osłoną kabiny o kształcie tunelowym, oznaczoną jako Jak-21T, a w produkcji seryjnej Jak-17 UTI. 
Równocześnie Jakowlew opracował całkiem nowy myśliwiec Jak-23, będący ostatnim myśliwcem w układzie redanowym.

### Opis konstrukcji
Jednosilnikowy średniopłat o konstrukcji całkowicie metalowej i prostych skrzydłach. Kadłub kratownicowy z rur stalowych, kryty blachą duraluminiową. Płaty dwudźwigarowe o konstrukcji z duraluminium. Usterzenie klasyczne o konstrukcji metalowej. Silnik odrzutowy umieszczony był w przedniej części kadłuba, z dyszą pod kadłubem, na wysokości kabiny pilota. Ogonowa część kadłuba pokryta była pod spodem blachą żaroodporną. Kabina pilota zamknięta, oszklona; osłona składała się z trzyczęściowego stałego wiatrochronu i wypukłej osłony odsuwanej do tyłu. Podwozie samolotu klasyczne, ze stalowym chowanym kółkiem ogonowym; golenie główne chowane w skrzydła. 
Napęd stanowił jeden silnik turboodrzutowy ze sprężarką osiową RD-10 (rozwinięcie niemieckiego silnika Junkers Jumo 004) o ciągu 900 kg (ok. 8,83 kN).
Uzbrojenie: 2 lub 1 działko 23 mm NS-23 (po 60 nabojów) w górnej części kadłuba.